# Ricardo Mejía
Ricardo Mejía Hernández (24 aprile 1963) è un fondista di corsa in montagna e skyrunner messicano.

## Biografia
È stato campione dello Skyrunner World Series nel 2006 dopo aver vinto quattro delle cinque gare a cui ha partecipato. Nel 2009 si è classificato al primo posto nella Irazú Skyrace in Costa Rica.